# Henri Sauval
Henri Sauval (5 de marzo de 1623 – 21 de marzo de 1676) fue un historiador francés.
Hijo de un abogado del Parlamento, nació en París, y fue bautizado el 5 de marzo de 1623. Dedicó la mayor parte de su vida a la investigación de los archivos de su ciudad natal, y en 1656 obtuvo incluso una licencia para imprimir su obra "Paris ancien et moderne" ("El París antiguo y moderno"); pero en el momento de su muerte toda la obra estaba todavía en manuscrito. Mucho tiempo después fue publicada, gracias a su colaborador, Claude Bernard Rousseau, bajo el título de "Histoire et recherches des antiquites de la ville de Paris" ("Historia e investigación de las antigüedades de la ciudad de París") en 1724, pero con la adición de largas disertaciones que no eran de Sauval.
La obra no carecía de méritos y fue reeditada en 1733 y 1750. El manuscrito original perteneció primero a Montmerqu, y luego pasó a la posesión de Le Roux de Lincy, quien preparó una edición comentada; lamentablemente este material, junto con el manuscrito original, se perdieron en los incendios ocurridos en la Comuna de París en 1871. Quedan, sin embargo, las investigaciones de Le Roux de Lincy, una serie de artículos sobre Sauval que aparecieron en el "Bulletin du bibliophile et du bibliothcaire" en 1862, 1866 y 1868. 